# Chen Yufeng
Chen Yufeng (17 de janeiro de 1970) é uma ex-futebolista chinesa, medalhista olímpica.

## Carreira
Chen Yufeng integrou o elenco da Seleção Chinesa de Futebol Feminino, nas Olimpíadas de 1996, que ficou em segundo lugar. 